# Baissea subrufa
Baissea subrufa är en oleanderväxtart som beskrevs av Otto Stapf. Baissea subrufa ingår i släktet Baissea och familjen oleanderväxter. Inga underarter finns listade i Catalogue of Life.